# Масторн
Масторн (њем. Masthorn) општина је у њемачкој савезној држави Рајна-Палатинат. Једно је од 235 општинских средишта округа Ајфелкрајс Битбург-Прим. Према процјени из 2010. у општини је живјело 65 становника. Посједује регионалну шифру (AGS) 7232265.

## Географски и демографски подаци
Масторн се налази у савезној држави Рајна-Палатинат у округу Ајфелкрајс Битбург-Прим. Општина се налази на надморској висини од 459 метара. Површина општине износи 4,5 km². У самом мјесту је, према процјени из 2010. године, живјело 65 становника. Просјечна густина становништва износи 14 становника/km².